# Guido Cavalcanti
Guido Cavalcanti (Firenca, oko 1255. – Firenca, 29. kolovoza 1300.), talijanski pjesnik. 
Pripadnik otmjene firentinske obitelji i veliki prijatelj slavnog Dantea Alighierija. Oženivši Beatrice, kćer Farinate Ubertija, postaje jedan od vođa Bijelih gvelfa. Biva protjeran u Sarzanu, gdje obolijeva od malarije i umire. Njegovi suvremenici opisali su ga kao pametnog i nereligioznog ali i kao čovjeka punog prezira.
Cavalcanti je kao pripadnik škole "ljupkog novog stila" (dolce stil nuovo) ostavio iza sebe velik broj ljubavnih pjesama, soneta i kancona, koje je kasnije i sam Dante citirao u njegovu čast. Neke se među njima odlikuju jednostavnošću i ljepotom, dok su druge pjesnička mješavina Platona, Aristotela i crkvenih naučitelja. Većina ih je napisana u čast jedne Francuskinje, koju on naziva Mandetta. Njegova kancona Canzone d’amore bila je vrlo popularna i više puta objavljivana. Njegov cjelokupan pjesnički opus sadržan je u zbirci Guintis (Firenca 1527. godine, Venecija 1531. – 1532. godine).
Osim pjesama pisao je i filozofsku prozu, a bio je i dobar govornik. Uvelike je utjecao na Dantea Alighierija.
Cavalcantijeve je Rime na hrvatski prepjevao Mate Maras.

## Vanjske poveznice
- (tal.) Cavalcantijeve Rime (digitalna knjižnica Liber liber)  Arhivirana inačica izvorne stranice od 27. lipnja 2007. (Wayback Machine)